# Alenia Aeronautica
Alenia Aeronautica (antes Aeritalia) era una corporación de ingeniería aeroespacial subsidiaria de Leonardo S.p.A (a partir de 2016 Leonardo-Finmeccanica). Aeritalia fue propiedad del grupo Fiat.
Alenia ha sido una de las compañías participantes del consorcio Eurofighter, Eurofighter GmbH y del Panavia Tornado. La empresa construyó aeroestructuras y componentes para aviones civiles, incluyendo modelos de Airbus y Boeing.

## Historia
En 1969 el Grupo Fiat y Aerfer se unen formando Aeritalia. En 1990 Aeritalia se fusiona con Selenia (grupo Finmeccanica) creando Alenia.

## Productos
- Eurofighter Typhoon
- Panavia Tornado
- AMX International AMX
- ATR 42 y ATR 72
- Aeritalia G.91
- Alenia G.222
- Alenia C-27J